# Berillonite
La berillonite è un minerale.